# Anna Settman
Anna Margareta Christina Settman, tidigare Vegerfors, född 30 oktober 1970, är en svensk företagsledare. Hon  arbetade 1993-2012 på Aftonbladet i olika ledande befattningar de, senaste åren som VD. Hon är idag grundare, VD och partner i riskkapitalbolaget The Springfield Project som grundades hösten 2014. Hon har även varit ledamot i olika bolag, till exempel Nordnet Bank, Anticimex och DIBS Payment Services. 
Settman har läst marknadsekonomi på Berghs och IFL-programmet på Handelshögskolan. 
Hon var gift med medieentreprenören Peter Settman mellan 2007 och 2019. 